# Ranipur
Ranipur là một thị xã và là một nagar panchayat của quận Jhansi thuộc bang Uttar Pradesh, Ấn Độ.

## Địa lý
Ranipur có vị trí 25°15′B 79°04′Đ / 25,25°B 79,07°Đ Nó có độ cao trung bình là 205 mét (672 feet).

## Nhân khẩu
Theo điều tra dân số năm 2001 của Ấn Độ, Ranipur có dân số 18.029 người. Phái nam chiếm 53% tổng số dân và phái nữ chiếm 47%. Ranipur có tỷ lệ 59% biết đọc biết viết, thấp hơn tỷ lệ trung bình toàn quốc là 59,5%: tỷ lệ cho phái nam là 70%, và tỷ lệ cho phái nữ là 45%. Tại Ranipur, 16% dân số nhỏ hơn 6 tuổi.